# بيبو

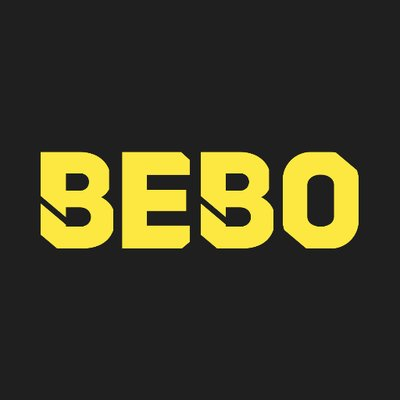
شعار الشركة

بيبو (بالإنجليزية: Bebo) موقع ويب للتواصل الاجتماعي يمكن الدخول إليه مجاناً، تم إطلاقه عام 2005 وقد كان مملوكا لشركة كريتريون كابيتال قبل أن تستحوذ عليه شركة إيه أو إل.